# Station Toruń Czerniewice
Station Toruń Czerniewice is een spoorwegstation in de Poolse plaats Toruń.